# Amphicnaeia pretiosa
Amphicnaeia pretiosa är en skalbaggsart som beskrevs av Maria Helena M. Galileo och Martins 2001. Amphicnaeia pretiosa ingår i släktet Amphicnaeia och familjen långhorningar. Inga underarter finns listade i Catalogue of Life.